# Kanton Montpellier-6
Kanton Montpellier-6 (francouzsky Canton de Montpellier-1) je francouzský kanton v departementu Hérault v regionu Languedoc-Roussillon. Tvoří ho pouze část města Montpellier a jeho městské čtvrti Croix-d'Argent, Lemasson, Tastavin, Saint-Cléophas, Mas Drevon, Garosud, Mas de Bagnères, La Marquerose, Les Sabines a Les Grisettes.